# Ciudad Alsacia

Ciudad Alsacia, es un barrio ubicado en la UPZ No.113 Bavaria, de la localidad No. 8, Kennedy, en la zona Centro - Occidental de la ciudad de Bogotá.
Es un barrio relativamente nuevo de Bogotá, en lo referente al desarrollo urbanístico y poblamiento, ya que sus construcciones residenciales comenzaron a partir del año 2000.
En su mayoría, las construcciones son conjuntos residenciales y zonas comerciales como Bazaar Alsacia y el centro comercial el Edén. Posee 5 parques vecinales, limita con zonas ambientales de importancia como el Bosque Bavaria y el Río Fucha; no cuenta actualmente con CAI propio, ni salón comunal para la JAC.

## Historia
El territorio actual en donde se ubica Ciudad Alsacia, se encontraba inmerso a principios del siglo XX en los terrenos de la Hacienda Techo. Era un territorio que debido a su cercanía con el Río Fucha poseía zonas inundables debido a los meandros generados por el río y así mismo cuerpos de agua superficial y subterránea. En el año 1945, Consorcio de Cervecerías Bavaria S.A adquiere parte de la Hacienda Techo, predio que se extendía hasta el barrio de la actual Ciudad Alsacia y gran parte del barrio Castilla; en esta misma década empieza a establecerse el barrio de origen informal denominado “San José de Bavaria Occidental”, el cual fue legalizado por la Secretaría Distrital de Planeación (antes DAPD), mediante Resolución 38 del 10 de mayo de 1978.
En el Acuerdo Distrital 7 de 1979, se definió una primera sectorización del actual territorio de la UPZ 113 Bavaria, donde se definían 3 zonas con vocación industrial (Zid), entre las cuales se encontraba la zona que hoy corresponde a Ciudad Alsacia. Posteriormente la vocación de la zona cambio y en el año 2000 se dio inicio al proceso urbanístico mediante la aprobación de la Resolución CU2-2001-207 de 14 de agosto de 2001 de la urbanización “Villa Alsacia lote1 -sector A”. A partir de entonces se generó un acelerado proceso de urbanización con la construcción de conjuntos residenciales con altura entre 6 y 10 pisos principalmente.
Luego en el Decreto Distrital 067 de 2013 en el cual se actualiza nuevamente la reglamentación de la UPZ 113 Bavaria, Ciudad Alsacia queda definida como “área de actividad residencial con zonas delimitadas de comercio y servicios en tratamiento de consolidación urbanística.”
Recientemente la comunidad ha reivindicado el nombre de su barrio como “Entre Ríos”, haciendo uso del significado etimológico de la palabra Alsacia y en conjunción con la memoria ancestral que lo establece como territorio de agua gracias a su colindancia con el Río Fucha.

## Límites
Limita al norte con la Ronda del Río Fucha y la Avenida Centenario (Calle 17), al oriente con la Carrera 68F (Clínica Nuestra Señora de La Paz), al occidente con el barrio San José de Bavaria Occidental y la Avenida Boyacá (Carrera 72); y al sur con el Bosque Bavaria y la Avenida Alsacia (Calle 12) conectando con el barrio Marsella. Se localiza en la localidad de Kennedy en la UPZ 113 (Bavaria).

## Aspectos ambientales
La zona donde se ubica Ciudad Alsacia estaba caracterizada por ser un territorio de agua que se transformó radicalmente debido al acelerado proceso urbanístico a partir del año 2000.
Al encontrarse inmersa entre la Avenida Centenario (Calle 17) y la Avenida Boyacá (Carrera 72), que son generadoras de grandes cargas de contaminación del aire debido a su alto flujo vehicular, Ciudad Alsacia necesita de zonas de impacto ambiental para mitigar estas grandes cargas de contaminación. El Bosque Bavaria ubicado al sur del barrio y limitante con el Humedal Madre de Agua son ecosistemas urbanos que generan unos servicios ecosistémicos imprescindibles para garantizar la salud de los habitantes de Ciudad Alsacia.
La Ronda del río Fucha que está incluida dentro de la Estructura Ecológica Principal de Bogotá, es un afluente importante por los servicios ecosistémicos que presta a la zona pese a los vertimientos que las industrias cercanas hacen sobre el río.
Los parques de Ciudad Alsacia se caracterizan por poseer árboles de especies de bajo porte y dispuestos principalmente en hileras con distancias de al menos 5 metros. La comunidad ha pedido al distrito la siembra de más árboles y aunque se han hecho trasplantes de árboles, se observan frecuentemente caídas de los árboles recién trasplantados debido a que son plantados con poca raíz y al no tener fuerza para agarrarse del suelo, se vuelcan fácilmente.
Ciudad Alsacia posee cinco parques vecinales: al sur, entre los conjuntos Mirador de Castilla está el “Sendero de la Lechuza” que conecta con el Humedal Madre de Agua; al oriente, limitando con la Clínica Nuestra Señora de La Paz y dispuesto como zona para la posible construcción de equipamientos para la Junta de Acción Comunal del barrio, “Parque Locos”; al norte, en conexión con la ronda del río Fucha el “Sendero de la Serpiente”; y finalmente en la zona central dos parques que conforman un sendero único llamado “Parque central” en donde la comunidad suele ir a caminar, hacer ejercicio y pasear sus mascotas. Además se planea la construcción de un nuevo parque lineal ubicado detrás del conjunto Alsacia Parc.

## Aspectos socioeconómicos
Es una zona relativamente nueva de Bogotá, de mayoría conjuntos residenciales. Según la JAC del barrio, hay algo más de 30 mil habitantes.
En el caso social, nos encontramos con un barrio de estrato 3 y 4. Las residencias entre la Calle 12 y la Calle 12A son estrato 3 y entre la Calle 12B y la Calle 12D, estrato 4.
Se sigue en proceso la expansión del barrio con la construcción y planeación de nuevos apartamentos, incluyendo Alsacia Parc y el megaproyecto Alsacia Reservado.
| La Flora Alsacia Reservado                   | Construido      |
| La Rioja Alsacia Reservado                   | Construido      |
| La Terra Alsacia Reservado                   | Construido      |
| La Almería Alsacia Reservado                 | En Construcción |
| Conjunto Residencial Davinci III             | Construido      |
| Conjunto Residencial Almanza                 | Construido      |
| Conjunto Residencial Recodo de Alsacia       | Construido      |
| Conjunto Residencial Alsacia Real            | Construido      |
| Conjunto Residencial Mirador de Castilla II  | Construido      |
| Conjunto Residencial Mirador de Castilla I   | Construido      |
| Conjunto Residencial Mirador de Castilla III | Construido      |
| Conjunto Residencial Santa Lucia de Alsacia  | Construido      |
| Conjunto Residencial Oviedo                  | Construido      |
| Jardines de Alsacia                          | Construido      |
| Conjunto Residencial Torres de San Marco 12  | Construido      |
| Conjunto Residencial Santa Rita de Alsacia   | Construido      |
| Conjunto Residencial Davinci II              | Construido      |
| Conjunto Residencial Santa María de Alsacia  | Construido      |
| Conjunto Residencial Davinci I               | Construido      |
| Conjunto Residencial Atalanta                | Construido      |
| Conjunto Residencial Torres de Villa Alsacia | Construido      |
| Conjunto Residencial Porton de Alsacia       | Construido      |
| Conjunto Residencial Alandra                 | Construido      |
| Conjunto Residencial Alsacia Reservado       | Construido      |
| Conjunto Residencial Alsacia Reservado 2     | Construido      |
| Conjunto Residencial Alsacia Reservado 3     | Construido      |
| Alsacia Parc                                 | En Construcción |
| Alsacia Arboré                               | En Construcción |

Y en lo económico, hay varios almacenes, como Zapatoca, Tiendas D1 y Calypso, y los pequeños minimercados del barrio, así como con los centros comerciales Atalanta, el Bazaar Alsacia, ubicado cerca de la Avenida Boyacá, contando con restaurantes, locales y un supermercado Colsubsidio. Además de la construcción del Centro Comercial el Edén (abierto desde 2019). este contando con locales comerciales como Alkosto, Cafam, Dollarcity, etc. estos impulsando la economía de la zona.

## Infraestructura
Tiene vías amplias, avenidas cerca que se acomodan a la necesidad de sus residentes. Se van a construir más vías para la gente:
- Avenida Constitución o Carrera 68D: una vía ya existente que va a ser remodelada para la gente desde la Avenida Alsacia hasta la Avenida de la Esperanza.

- Avenida Guayacanes / Avenida Alsacia que bordea su parte sur desde la Avenida Constitución hasta la Avenida Boyacá

- Vías deprimidas y la Carrera 71D: Estas vías serán de gran importancia porque serán construidas por Construcciones Planificadas S.A (junto con el Centro Comercial El Edén) y la Carrera 71D será un gran acceso para el barrio desde la Avenida Centenario.
- Avenida Centenario: Se expandirán por el proyecto de una próxima línea de TransMilenio S.A, lo que facilitaría la movilidad del barrio.

Cuenta con conjuntos residenciales y casas amplias, de buen diseño para la gente. Además cuenta con ciclorrutas distribuidas por todo el barrio facilitando la movilidad por bicicleta. También con locales y juegos infantiles en el Parque Público Villa Alsacia II.

## Transporte
El SITP tiene buses que pasan por la Avenida Boyacá y por la Avenida Centenario, y los paraderos más usados por los residentes del barrio son Av Boyacá; el paradero Br. Villa Alsacia o Avenida Boyacá - CL 12B y en la Avenida Centenario; el paradero Ciudad Alsacia o Av. Centenario - Carrera 68D. Hay varios paraderos en el barrio de SITP Complementario, la ruta 17-5 pero nunca se ha usado. Próximamente habrá carriles de TransMilenio por la Avenida Boyacá y la Calle 17.